# Eric Marcotte
Pour les articles homonymes, voir Marcotte.
Eric Marcotte, né le 8 février 1980 à Marquette, est un coureur cycliste américain. Il est devenu champion des États-Unis sur route en 2014.

## Biographie
Pendant de nombreuses années, jusqu'en 2012, Eric Marcotte pratique exclusivement le vélo en tant que loisirs, au niveau local. En 2007 et 2008, il remporte le Quad Cities Criterium. Par la suite, il s'adjuge plusieurs étapes sur la Valley of the Sun Stage Race, la Tucson Bicycle Classic, le Tour de Murrieta ou la Joe Martin Stage Race. En 2011, il devient double champion des États-Unis (course en ligne et critérium) au niveau Master (30-34 ans).
En 2013, Marcotte signe son premier contrat avec une équipe professionnelle, la SmartStop-Mountain Khakis. L'année suivante, il crée la surprise et devient champion des États-Unis sur route après avoir gagné une étape de la Vuelta a la Independencia Nacional en République dominicaine.
Marcotte vit à Scottsdale, en Arizona. Il possède un diplôme de médecin chiropraticien. Il continue à pratiquer malgré le fait qu'il soit passé coureur professionnel. Dans le peloton, il est surnommé « Dr Eric ».

## Palmarès
- 2007
  - Quad Cities Criterium
- 2008
  - Quad Cities Criterium
- 2010
  - 2e étape de la Valley of the Sun Stage Race
  - 3e étape de la Tucson Bicycle Classic
  - Tour de Scottsdale
  - El Tour de Tucso
  - 3e de la Tucson Bicycle Classic
  - 3e du Snake Alley Criterium
- 2011
  - 3e étape de la Valley of the Sun Stage Race
  - 3e étape du Tour de Murrieta
  - Tour de Scottsdale
  - El Tour de Tucson
  - 2e du Tour de Murrieta
  - 2e de la Tucson Bicycle Classic
  - 2e du Snake Alley Criterium
  - 2e du Quad Cities Criterium
- 2012
  - Championnat de l'Arizona
  - The UA Criterium
  - 2e étape de la Valley of the Sun Stage Race
  - 3e étape de la Joe Martin Stage Race
  - 3e étape du Tulsa Tough
  - 2e étape du Hotter'N Hell Hundred
  - El Tour de Tucson
  - 2e de la Valley of the Sun Stage Race
- 2013
  - 3e du Nature Valley Grand Prix
- 2014
  -  Champion des États-Unis sur route
  - 1re étape de la Vuelta a la Independencia Nacional
  - 1re et 5e étapes de la Cascade Classic
- 2015
  -  Champion des États-Unis du critérium
  - 3e étape de la Tucson Bicycle Classic
  -  Médaillé d'argent sur route aux Jeux panaméricains
- 2016
  - 2e étape de la Valley of the Sun Stage Race
  - 4e étape du Tour of the Gila
  - Bucks County Classic Criterium
  - 2e du Dana Point Grand Prix
  - 2e de la Winston-Salem Cycling Classic
  - 2e de The Reading 120
- 2017
  - 3e étape du Tour de Murrieta
- 2018
  - Clarendon Cup

## Classements mondiaux
| Année            | 2012 | 2013 | 2014 | 2015 | 2016 | 2017 |
| ---------------- | ---- | ---- | ---- | ---- | ---- | ---- |
| UCI America Tour | 368e |      | 26e  | 103e | 24e  | 397e |